# Заможне (Житомирський район)
Замо́жне — село в Україні, в Березівській сільській територіальній громаді Житомирського району Житомирської області. Населення становить 247 осіб (2001).

## Історія
Село Заможне розташоване між Вовчим болотом (зараз урочище) та витоком р. Саниця (зараз лише рівчак), правим допливом р. Бобрівка, на відстані близько 30 км від міста Житомира. Сучасного територіального вигляду воно набуло у 1967 р. після створення на базі сіл Буда (колишня Шиєцька Буда) та Заможного (колишня Корчівка) колгоспу «ім. ХХІІІ партз'їзду».
У VI ст. нашої ери в лісах поблизу берегів річок Бобрівки та Шийки, лівих приток р. Тетерева, оселилися давні слов'яни з племінного союзу дулібів, носії корчацької культури (VI—VII ст.). В кінці ХІХ — на початку XX ст. селяни Шиєцької Буди при роботі на полях знаходили уламки кераміки та кремнієвих знарядь. У 1921 р. поблизу села, відомим археологом та краєзнавцем Сергієм Гамченком, були відкриті та досліджені могильники, залишені представниками даних племен,. В цих могильниках було здійснено погребіння за обрядом трупоспалення. В них були знайдені урни з перепаленими кістками та уламки ліпної кераміки.

Частина воєнно-топографічної мапи 1855 р. з вказанням д. Буди Шиєцька та к. Козина

За топографічними картами 1855—1877 рр. на місці сучасного с. Заможного розташовувалися д. Буда Шиєцька, німецька колонія Козина (зараз це куток с. Заможного) та д. Нетребівка (Цвєтоха). В Житомирському обласному архіві зберігається ревізька казка однодворця Карла Трохимовича Смородзького від 18 квітня 1834 р., який мав того року 56 років і мешкав в Шиєцькій Буді, то, ймовірно, це село вже існувало принаймні з кінця XVIII ст. Щодо його заснування існує переказ, що село заснували вихідці з Рудні Старошийки (зараз с.Старошийка), які на цьому місці працювали на будному промислі.
Шиєцька Буда належала до маєтку відомого польського письменника Генріха Адамовича Ржевуцького, у Нетребівці мав маєток Леонтій Акимович Пошевня та його нащадки. При Козині маєток мала Анеля Олександрівна Семашко (Пьотровська).
У 1906 р. в д. Шиєцька Буда було 67 дворів та проживало 448 мешканців, у к. Козина було 12 дворів та проживало 80 мешканців, у д. Нетребівка — 5 дворів, 30 мешканців (загалом 84 двори та 558 мешканців).
З 1926 р. по 1935 р. Шиєцька Буда, Нетребівка та Козина входили до складу польського національного району ім. Мархлєвського. Село Шиєцька Буда було центром сільради яка обіймала названі поселення (293 господарства, 1299 мешканців, з яких поляків було 73,3 %). У 1928 р. в Шиєцькій Буді було створено машинне товариство. Разом з тим шиєцькобудчани чинили активний спротив радянським намірам перетворити селян на нових кріпаків. В районі села діяв збройний загін, що перешкоджав намірам «совєтів» позбавити селян землі. Проте 20 лютого 1930 р. в Шиєцькій Буді було створено колгосп «Непереможний» («Niezwalczony») головою якого було обрано Петра Булдиска, у квітні колгосп було перейменовано на «ім. Петровського» («im. Piotrowskiego»), а головою обрано Станіслава Щепанського.
Село Шиєцька Буда постраждало під час голодомору 1932—1933 рр. В березні 1933 р., лише за офіційними даними, у селі голодувало 46 дорослих і 92 дитини (разом 138 людей). Під час голодомору так звані «куркулі» закликали селян розібрати насіннєвий фонд колгоспу.
В кінці 30-х років, у ході здійснення суцільної колективізації відбулися зміни в адміністративній географії даної місцевості.
На топографічних картах 1877 р. видно, що Шиєцька Буда, Козина, Нетребівка та Корчівка (на той час розташовувалася на р. Шийка, між Покостівкою та Рудньою Старошийкою) були компактним населеними пунктами. На топографічних же картах 30-х (польських) та 40-х (Вермахт, РСЧА) років XX ст. видно, що Шиєцька Буда та Корчівка були розкидані окремими дворищами по всьому межиріччю Шийки та Бобрівки. На німецькій топокарті 1943 р. (відображає стан 1937 р.) край Корчівки позначений аж під самою Шиєцькою Будою. Шиєцька ж Буда займала простір вздовж р. Бобрівки вниз за течією. Таке розселення відбулося після 1906 р. внаслідок реалізації столипінської аграрної реформи, що передбачала наділення селян землею на правах власності та утворення відрубно-хуторських селянських господарств.
В кінці ж 1930-х років відбувся зворотній процес — ліквідація окремих селянських господарств. В ході нього окремо розташовані двори були ліквідовані, а люди, що проживали «на полях», були звезені до компактних населених пунктів. Шиєцькобудчани були переселені до первинного центру села, а з Корчівкою відбулися певні зміни. Корчівців звезли з полів не до первинного місця розташування Корчівки (на р. Шийка), а до того краю, що був під Шиєцькою Будою. Таким чином Корчівка перемістилася приблизно на 5 км на північ від свого колишнього центру. З чим пов'язане таке рішення важко визначити, але певно з питанням земельного розпаювання між новоутвореними колгоспами. В такий спосіб вона опинилася на місце Козини та Нетребівки, які з 20-х років були одним населеним пунктом — с. Козино-Нетребівкою, і поглинула їх. Між іншим, ще й в 60-х роках XX ст. місцеві мешканці Корчівку називали Козиною. Колишні ж місця дворищ на полях ще й досі називаються «седниськами» з вказанням прізвищ чи імен голів родин, які там проживали (Горайове седнисько, Тофільчине тощо). Місця цих «седниськ» були видні ще в половині 1980-х років, там росли фруктові дерева, десь були копанки. Пізніше дерева були викорчувані (ці місця використовуються для випасу худоби).
З ліквідацією району ім. Мархлєвського почалося масове виселення поляків з цих територій. Подібна ситуація відбувалася і з німцями. У жовтні 1935 року із села Шиєцька Буда до Харківської області, на основі компроментуючих матеріалів НКВС, ешелоном було виселено 10 польських родин (60 осіб). Серед виселених 15 осіб чоловічої статі, 17 жіночої, 28 дітей. Натомість на місце вибулих радянською владою переселялися колгоспники-ударники з Київської і Чернігівської областей. Після укладання 29 вересня 1939 р. договору «Про дружбу і кордони між СРСР та Німеччиною» радянським німцям було дозволено виїзд до Третього рейху. Ті ж, що лишилися в СРСР, з початком німецько-радянської війни, як і в часи Першої світової війни, були виселені з прикордонних районів. Як наслідок, за переписом населення Шиєцькобудської сільської управи від 1942 р. (до складу якої входила і Корчівка), у даних населених пунктах вже не було жодного німця. До речі за цим переписом в селах не було і жодного єврея, проте серед колгоспників Шиєцької Буди в 30-х роках були особи і з єврейськими прізвищами. На разі невідомо, куди вони поділися, чи їх репресувала радянська влада ще до війни, чи вже німці. Проте, незважаючи на репресії радянської влади цілеспрямовані проти поляків, у 1942 р. і Шиєцька Буда, і Корчівка лишалися переважно польськими поселеннями (поляки складали 53,93 та 63,27 відсотка відповідно).
У 1946 р. Шиєцьку Буду було перейменовано на с. Буду. У серпні 1954 р. Будянську сільраду було ліквідовано, а Буду та Корчівку приєднано до Буківської сільради. У вересні цього ж року Корчівку було передано до Покостівської, а в 1958 р. до Високопічської сільради. Указом Президії Верховної Ради УРСР від 5 серпня 1965 р с. Корчівку було перейменовано на с. Заможне. За рішенням виконкому Житомирської обласної ради від 29 травня 1967 р. с. Буду було передано до Високопічської сільради. Рішенням облради від 19 січня 1981 р. с. Буда (90 дворів, 218 мешканців) і с. Заможне (75 дворів, 200 мешканців) були об'єднані в одне село Заможне.
12 червня 2020 року, відповідно до розпорядження Кабінету Міністрів України № 711-р «Про визначення адміністративних центрів та затвердження територій територіальних громад Житомирської області», територію та населені пункти Заможненської сільської ради Житомирського району включено до складу Березівської сільської територіальної громади Житомирського району Житомирської області.